# انقلاب 1970 في سوريا
انقلاب البعث في عام 1970 وكان نظام الأسد يطلق عليه تسمية «الحركة التصحيحية»، هو انقلاب عسكري في الجمهورية العربية السورية قام به وزير الدفاع وعضو القيادة القطرية بحزب البعث الفريق حافظ الأسد، ورئيس الأركان السوري مصطفى طلاس واللواء اسكندر سلامة وكثير من الضباط البعثيين الموالين لحافظ الأسد في 16 تشرين الثاني 1970 وعين على إثرها أحمد الحسن الخطيب رئيسًا للجمهورية مؤقتًا، وصل بعدها الضابط حافظ الأسد إلى سدة حكم دولة البعث.
وكانت بداية عهد جديد في تقوية دولة حزب البعث فقد أدخلت إصلاحات إلى حزب البعث العربي الاشتراكي وأنهت الصراعات الداخلية في ورسخت سلطة دولة البعث وأنهت زمن الانقلابات. وفي أوائل عام 1971 انتُخب الأمين العام للقيادة القطرية لحزب البعث حافظ الأسد رئيسًا للجمهورية العربية السورية بأغلبية شعبية ساحقة، وبدأ العمل لإصلاح الأوضاع السياسية في سوريا وتوطيد سلطة البعث. بعام 1972 تم توحيد الأحزاب الرئيسية في الجبهة الوطنية التقدمية تحت سلطة البعث، كما تم وضع دستور جديد للبلاد في مارس 1973. وتطلق السلطات في سوريا على كل ما تحققه من إنجازات أو تبنيه من منشآت صفة منجز من منجزات الحركة التصحيحية بحزب البعث، فسد الفرات من منجزات الحركة، وكذلك حرب تشرين التحريرية ضد إسرائيل، كما يحتفل كل من حزب البعث السوري ومؤسسات الدولة الأخرى كل عام بذكرى الحركة التصحيحية ويتم الإعلان بمناسبتها عن بعض المشاريع ووضع أحجار أساس مشاريع أخرى .